# ألان ماي
ألان ماي هو لاعب هوكي الجليد كندي، ولد في 14 يناير 1965 في Barrhead, Alberta ‏ في كندا.

## وصلات خارجية
- ألان ماي على موقع دوري الهوكي الوطني (الإنجليزية)
- ألان ماي على موقع قاعة مشاهير الهوكي (لاعب أن.إتش.أل) (الإنجليزية)
- ألان ماي على موقع EliteProspects.com (الإنجليزية)
- ألان ماي على موقع HockeyDB.com (الإنجليزية)
- ألان ماي على موقع Hockey-Reference.com (الإنجليزية)